# Saint-Maixme-Hauterive
Saint-Maixme-Hauterive è un comune francese di 444 abitanti situato nel dipartimento dell'Eure-et-Loir nella regione del Centro-Valle della Loira.

## Società

### Evoluzione demografica
Abitanti censiti